# Lécapène
La famille Lécapène est une famille byzantine, d'origine modeste et probablement arménienne qui donna à l'empire byzantin quatre empereurs, durant la période des empereurs macédoniens.

## Filiation
```
Théophilacte Abattistos, paysan arménien, puis 
drongaire de la flotte

│
└──> 
Romain 
I
er
 Lécapène
 (
870
 † 
948
), empereur
     X Théodora
     │
     ├──> 
Christophe
 (v.890/895 † 931), empereur associé
     │    │
     │    ├──> Maria-Irène
     │    │    X 
Pierre
 
I
er
, tsar de Bulgarie
     │    │    │
     │    │    ├──> 
Boris
 
II
, tsar de Bulgarie

     │    │    │
     │    │    └──> 
Romain
, tsar de Bulgarie

     │    │
     │    ├──> Romain (? † av.927)
     │    │
     │    └──> Michel (ap.921 † ap.963)
     │         │
     │         ├──> Hélène
     │         │
     │         └──> Sophie
     │
     ├──> 
Hélène
 (v.
910
 † 
961
), impératrice
     │    X 
Constantin VII Porphyrogénète
 (
905
 † 
959
), empereur
     │
     ├──> 
Étienne
 (
910
 † 
963
), empereur associé
     │    X 1) Anna Galabaina
     │    X 2) Berta di Lucca, fille de Guidone di Lucca
     │    │
     │    └─1> Romain
     │
     ├──> 
Constantin
 (
912
 † 
946
), empereur associé
     │    X 1) Elena
     │    X 2) Theophané Mamaina
     │    │
     │    └─1> Romain
     │
     ├──> 
Théophylacte
 (
917
 † 
956
), patriarche de Constantinople
     │
     └──> Agathe Lécapène
          X Romain Argyre
          │
          └──> 
N Argyre

               │
               ├──> 
Romain III Argyre

               │
               └──> 
Pulchérie Argyre

                    X 
Basile 
Sklèros

                    │
                    └──> 
Pulchérie 
Skleraina

                         X 
Constantin IX Monomaque

                         │
                         └──> 
Marie Monomaque

                              X 
Vsevolod 
I
er
, 
grand-duc de Kiev
```